# 真栄里ダム
真栄里ダム（まえざとダム）は、南西諸島の石垣島中部を流れる宮良川水系本流に建設された灌漑、治水、上水道供給のためのダムであり、日本で最も南に位置する多目的ダムである。宮良川土地改良事業の一環として底原ダムとともに建設された。灌漑に加えて、設計洪水流量290m3に対して90m3/sの洪水調節能力を持つ。また、不特定用水として上水道用水が供給される。

## 歴史
石垣島は年間降水量が多いものの大半は梅雨と台風によるものであり降水量は不安定である。このためしばしば干魃が発生し、農業生産は不安定であった。特に1971年は3月から9月にかけて191日間にわたり雨が降らず深刻な事態となった。沖縄本土復帰を経て1975年（昭和50年）から宮良川土地改良事業が始まり、1992年（平成4年）までにダムや配水池などが整備された。
真栄里ダムはこの事業の一つとして1975年（昭和50年）10月に着工、1977年（昭和52年）2月7日に仮排水路工事が始まり、同年10月21日に起工式が行われた。翌1978年3月23日に堤体が着工され、1981年（昭和56年）6月12日に盛立が完了、1983年（昭和58年）3月に竣工した。真栄里ダムの建設に要した費用は約45億6千万円であり、そのうち約24億8千万円が農業用としての配分となっている。ダムの管理は1993年（平成5年）4月1日から沖縄県に委託されている。

## 構造
洪水吐は側溝越流式、取水設備は斜樋である。ダム左岸（東側）に管理棟が置かれている。隣接する底原ダムとは全長929メートルの於茂登導水路で結ばれており、余剰水を貯水量の多い底原ダムに送ることができる。